# Václav Knotek
Plukovník Václav Knotek (27. května 1910, Prostějov – 16. června 1948) byl vedoucí šifrantů československé exilové vojenské zpravodajské služby za druhé světové války a člen třetího odboje, který po zadržení Státní bezpečností v červnu 1948 spáchal sebevraždu.

## Život
Knotek pocházel z Prostějova, absolvoval učitelský ústavu v Olomouci a poté základní vojenskou službu. Od dubna 1934 působil jako učitel na měšťanské škole v podkrkonošském Studenci, kde vyučoval francouzštinu a výtvarnou výchovu. Na začátku školního roku 1938/39 byl mobilizován.
Na základě varování před zatčením gestapem opustil Studenec 28. února 1940 a podařilo se mu přes Slovensko, Maďarsko a Jugoslávii emigrovat do Francie, kde se přidal k československé armádě. Po porážce Francie se dostal do Anglie, kde pracoval ve zpravodajském odboru exilového ministerstva národní obrany, později jako vedoucí šifrového oddělení. Významně se podílel na přípravě operace výsadkářské skupiny Antimony. Na sklonku války měl být vysazen do protektorátu, ze dvou pokusů se ale kvůli nepříznivému počasí a střetu s nepřátelským letectvem ani jednou výsadek Chromium neuskutečnil.
Během války byla Knotkova manželka Zdeňka se dvěma syny internována v táboře ve Svatobořicích. Jeho mladší bratr Jan zahynul v koncentračním táboře v Osvětimi.
Po skončení druhé světové války se stal přednostou šifrového oddělení ministerstva vnitra, odkud ho v říjnu 1946 odvolal ministr Václav Nosek kvůli členství v národně socialistické straně a protikomunistickým postojům. Na ministerstvo vnitra se pak vrátil počátkem roku 1947 (do repatriačního oddělení) a pracoval tam až do komunistického puče. 26. února 1948 uprchl těsně před zatčením a dostal se do Londýna, později k němu emigrovala i manželka se čtyřmi dětmi.
V červnu byl vyslán Vladimírem Krajinou zpátky do Prahy jako agent podporovaný britskou tajnou službou, aby připravil odbojové hnutí a sehnal lidi pro příjem depeší vysílaných z Londýna. Do Prahy přicestoval 15. června 1948 s pozměněným vzhledem jako obchodník s textilem John Robert Coles. Osudným se mu stalo kontaktování radisty Karla Svobody, který schůzku s Knotkem ohlásil StB. Na ní byl 16. června 1948 Václav Knotek zatčen a ve vazbě spáchal sebevraždu, když rozkousl v ústech ukrytou kapsli s kyanidem.

## Připomínky
Po sametové revoluci byl Václav Knotek povýšen dne 28. října 1998 z hodnosti štábního kapitána na plukovníka in memoriam.
Na domě ve Studenci, kde Knotek pobýval během svého učitelského působení, je umístěna pamětní deska, jež byla slavnostně odhalena 12. září 2021.
Václav Knotek byl volnou inspirací pro zápornou postavu Pavla Bláhy, agenta se změněnou identitou, v televizním seriálu 30 případů majora Zemana. Roli agenta zahrál Radoslav Brzobohatý. 